# حصار سبتة (1790–1791)
حصار سبتة (1790–1791) كان مواجهة مسلحة بين مملكة إسبانيا والسلطنة الشريفة خلال الحرب الإسبانية المغربية 1790 – 1791 م. كان حصار المدينة الحلقة المركزية في هذا الصراع.

## الخلفية
في 11 أبريل 1790 ، توفي السلطان المغربي محمد الثالث متأثرا بالمرض. وخلفه ابنه مولاي يزيد، المعروف بكراهيته العميقة للمسيحيين واليهود. بعد استيلاء الفرقاطات الإسبانية  على سفينتين مغربيتين، أعلن مولاي يزيد غاضبًا الحرب ضد الإسبان في 23 سبتمبر 1790م، ثم بدأ الاستعدادات لحصار سبتة في اليوم التالي.
ثم جمع مولاي يزيد جيشًا مكونًا من 18 000 إلى 20 000 رجل أوكلت قيادته إلى أخيه مولاي علي.

## الحصار

### البداية
بدأ الجيش المخزني في قصف سبتة في 25 سبتمبر 1790 بهدف إحداث ثغرة في أسوارها تمهيدًا لاقتحامها. أنشأت القوات المغربية مقرها الرئيسي في سراي  المدينة الواقعة خارج الأسوار ونصبت هناك 14 بطارية. ولم يتمكن الجيش المخزني، الذين لم افتقروا لأسطول كبير، من فرض حصار بحري واضطروا إلى فتح ثغرة في مكان ما في أسوار المدينة من أجل اختراقها. مع ذلك، منذ البداية لم يكن القصف مستمرًا نظرًا لوجود مفاوضات سلام جارية بين البلدين.
على الجانب الإسباني، دافع في البداية ستة آلاف جندي مشاة، مدعومين بمئة وأربعين مدفع عن سبتة. عزز حاكم المدينة خوسيه دي سوتومايور إيتشيفاريا دفاعات المدينة. بالإضافة إلى ذلك، فإن تعزيزات كبيرة من المشاة والمدفعية والمهندسين تحت القيادة العامة للويس دي أوربينا والتي وصلت معظمها عام 1791 بين وقفٍ لإطلاق النار والعودة إلى الأعمال العسكرية. وكانت القوات البحرية حاضرة أيضًا في سبتة، مما وفر اتصالاً مستمرًا بين سبتة وشبه شبه الجزيرة الإسبانية ؛ كانت الزوارق الحربية التي اخترعها أنطونيو بارسيلو ‏ فعالة بشكل خاص، كما تمركز سرب من البحرية الإسبانية في خليج الجزيرة الخضراء لاعتراض أي مساعدات موجهة للسلطنة الشريفة.
اعتبارًا من 25 سبتمبر 1790 بدأ الجيش المخزني الهجوم العسكري ببضع طلقات من المدفعية. كان الحصار طويلًا وقاسيًا، ولم يكن بين الجانبين أسرى. منذ 4 أكتوبر ، كثف الجيش المخزني نيرانه، واستمر في تكديس المدفعية والذخائر والمواد الغذائية حول سبتة. لكن الهجمات ظلت أضعف من أن تتمكن من اختراق سبتة، وصمدت الدفاعات الإسبانية.

### المفاوضات
سرعان ما جرت محاولات للمفاوضات بين البلدين مع مواجهات عسكرية حتى 14 أكتوبر 1790، عندما توصلوا إلى وقف لإطلاق النار. وأعاد الإسبان السفينتين المحتجزتين بينما حرر مولاي يزيد السجناء الإسبان الذين يحتجزهم.
اقترح السلطان اليزيد المغربي وقف الأعمال العسكرية للتفاوض مع الحكومة الإسبانية في مدريد. استمر وقف إطلاق النار من أكتوبر 1790 إلى 15 أغسطس 1791. وخلال هذه المفاوضات، استغل كلا الجانبين وقف إطلاق النار لإعادة إمداد قواتهما وتعزيزها. رفض الملك الإسباني كارلوس الرابع مطالب السلطان المغربي باستعادة سبتة ومليلية وجزيرة قميرة وجزيرة الحسيمة، أو دفع جزية عن هذه الأماكن. بالإضافة إلى ذلك، أدى رفض السلطان المغربي سحب قواته حول المدينة إلى انهيار المفاوضات أو دفع فدية، مما أدى إلى إعلان إسبانيا الحرب رسميًا على المغرب في 15 أغسطس 1791. وأمر كارلوس الرابع قصف طنجة (1791).
ثم مثل مولاي يزيد أمام سبتة في 19 أغسطس ودعا الوالي إلى الاستسلام، واستأنفت الأعمال العسكرية. وفي 25 أغسطس ، لاحظ الإسبان أن بطاريات المحاصرة لم تكن تحت حراسة حامية كبيرة، خاصة وأن المدفعية المغربية بدت غير نشطة في ذلك الوقت لقلة قصفها للمدينة. نفذ الإسبان هجومًا مشتركًا مع القوات البحرية التي ترافق القوات البرية إلى خارج المدينة بهدف استهداف البطاريات المغربية. كان الهجوم ناجحًا، حيث فاجأ الإسبان المغاربة وألحقوا أضرارًا جسيمة بمدفعيتهم. ورد المغاربة بعد أيام قليلة، يوم 30 أغسطس ، بهجوم واسع النطاق. حاول 8 000 رجل مدعومين بالبطاريات اختراق سبتة دون جدوى. إلا أن القصف المدفعي استمر.

### التراجع
في 14 سبتمبر أبطأ المغاربة نيرانهم واقترحوا هدنة. وهو ما قبله القائد العام لويس دي أوربينا بشرط أن سحب المدفعية والتحصينات خلال خمسة عشر يومًا. بعد أربعة عشر شهرًا من الحصار، قامت ثورتان في جنوب البلاد بقيادة إخوة السلطان الذين نازعوه على العرش وهما: مولاي هشام على مراكش، ومولاي عبد الرحمن في تارودانت، مما أجبر مولاي يزيد على الرحيل مع أغلبية من قواته من سبتة يوم 18 سبتمبر. بدأت القوات المغربية في التراجع في الأيام التالية ولم تعد المدينة تتعرض للقصف. ومع ذلك، لم يُسحب جزء كبير من المدفعية الموجودة في الموقع. وفي مواجهة هذا الرفض لسحبهم، غادر الإسبان مرتين خلال شهري سبتمبر وأكتوبر، مما تسبب في مناوشات وخسائر في صفوف الجانبين. قام رتل إسباني مكون من 1200 جندي بأوامر من العميد خوسيه دي أوروتيا، بطرد المغاربة وتدمير جزء من أعمال الحصار. ويعتبر هذا الفشل بمثابة ضربة قاسية لمعنويات المغاربة.  ردًا على هذا الهجوم، قرر مولاي يزيد استئناف الأعمال العسكرية، وأعدم أربعة سجناء إسبان. في 31 أكتوبر ، نجح القائد العام لويس دي أوربينا في قيادة حملة عامة للحامية ضد المغاربة الذين ما زالوا متمركزين حول سبتة. وبعد أيام قليلة وصلت تعزيزات مغربية إلى المنطقة وهددت المدينة من جديد. واصلت الجيوش المغربية، مدفوعة دائمًا بالمخططات الحربية لمولاي يزيد، الحصار وحاولت مواصلة الضغط على الإسبان، بين اطلاق متواصل لقذائف المدافع، تقدم الجيش المغربي ببطء ولكن بثبات نحو استنزاف النصر، على الرغم من الخسائر ونفقات هذه الحرب كبيرة. لكن، في الوقت نفسه، وجب على السلطان أن يواجه ثورة مزدوجة خلقت الفوضى في الإمبراطورية الشريفة ، مما اضطره إلى وقف القتال والأمر بالانسحاب الكامل للجيش المغربي. أرسل مولاي يزيد فيما بعد سفارة إلى شارل الرابع لإبرام صلح نهائي.

## النتائج
توجه مولاي يزيد بجيشه إلى مراكش التي استعادها بالقوة وهزم شقيقه مولاي هشام الذي حاول ملاحقته. عاد مولاي يزيد إلى مراكش بعد إصابته برصاصة في خده وتوفي هناك متأثرا بإصابته.

## الملاحظات
1. ↑  السراي عبارة عن ثكنة محصنة مستطيلة الشكل تشغلها قوات الحامية.

### فهرس
1. ↑  Carmona Portillo 2004، صفحة 106.
2. ↑  Carmona Portillo 2004، صفحة 121.
3. ↑  Carmona Portillo 2004، صفحة 199.
4. ↑  Carmona Portillo 2004، صفحة 202.
5. ↑  Bencheikh 2010
6. 1 2 3 4 5  Hamet 1923، صفحة 376-377
7. 1 2  Nicolas Viton 1826، صفحة 260
8. 1 2 3  Rézette 1976، صفحة 37
9. ↑  Loureiro Souto 2015، صفحة 228.
10. 1 2  Loureiro Souto 2015، صفحة 228
11. 1 2 3  L'Afrique française 1925، صفحة 499
12. 1 2  Carmona Portillo 2004، صفحة 146-151
13. 1 2  Université Complutense 1826، صفحات 120-121
14. ↑  Carmona Portillo 2004، صفحات 146-151.
15. ↑  Nicolas Viton 1826، صفحة 262
16. 1 2  Nicolas Viton 1826، صفحة 268
17. ↑  Carmona Portillo 2004، صفحة 297
18. ↑  Carmona Portillo 2004، صفحة 297.
19. ↑  Nicolas Viton 1826، صفحة 269
20. 1 2  Nicolas Viton 1826، صفحة 270
21. ↑  El Mansour 1981، صفحة 174.

### المعلومات الكاملة للمراجع
بالإسبانية
- Carmona Portillo, Antonio (2004). Las relaciones hispano-marroquíes a finales del siglo XVIII y el cerco de Ceuta de 1790-1791 (بالإسبانية). Málaga, Spain: Editorial Sarriá. ISBN:84-95129-90-6.
- Loureiro Souto, Jorge Luis (2015). Los conflictos por Ceuta y Melilla: 600 años de controversias (PDF) (PhD thesis) (بالإسبانية). Universidad Nacional de Educación a Distancia. Archived from the original (PDF) on 2024-06-04. Retrieved 2022-08-12.

بالفرنسية
- Rézette، Robert (1976). Les enclaves espagnoles au Maroc. Nouvelles éditions latine. ص. 190. Rézette1976. مؤرشف من الأصل في 2024-04-18.
- Hamet، Ismaël (1923). Histoire du Maghreb : cours professé à l'Institut des hautes études marocaines. E. Leroux (Paris). ص. 501. Hamet1923. مؤرشف من الأصل في 2023-10-06.
- et Comité du Maroc، Comité de l'Afrique française (1925). L'Afrique française : bulletin mensuel du Comité de l'Afrique française et du Comité du Maroc. (Paris). مؤرشف من الأصل في 2024-04-18.
- de Saint-Allais، Nicolas Viton (1826). L'art de vérifier les dates ... Volume 3, Partie 3. Valade. ص. 526. Nicolas Viton1826. مؤرشف من الأصل في 2024-05-02.
- de Madrid, Université Complutense (1808). Nouveau dictionnaire historique des sièges et batailles mémorables et des combats maritimes les plus fameux: C-D-E-Fle (1808. 475 p.) (بالفرنسية). Gilbert et Compagnie. Archived from the original on 2021-10-20. Retrieved 2021-10-20.
- Bencheikh, Souleiman (2010). "Enquête. La vraie histoire des [A]laouites". Telquel (بالفرنسية). Casablanca (408). Bencheikh.

1. ↑  L'Afrique française 1925، صفحة 499
2. ↑  Hamet 1923، صفحة 376-377